# Auriac-l'Église
Pour les articles homonymes, voir Auriac.
Auriac-l'Église est une commune française située dans le département du Cantal en région Auvergne-Rhône-Alpes. Le village comprend deux parties : Auriac-Haut et Auriac-Bas ainsi que différents écarts et hameaux (Chazelles, Serre…).

## Géographie
Le village est situé dans la vallée de la Sianne à l'est des monts du Cézallier. Une partie de la commune fait partie du « Pays Coupé » et l'autre du Brivadois. Bien que situé dans le département du Cantal, le village est proche de la Haute-Loire. La commune abrite sur son territoire des sources ferrugineuses et d'anciennes exploitations d'antimoine.

### Communes limitrophes
Les communes limitrophes sont  Blesle, Charmensac, Laurie, Massiac, Molompize, Molèdes et Saint-Étienne-sur-Blesle.
| Laurie     | Saint-Étienne-sur-Blesle (Haute-Loire) | Blesle (Haute-Loire) |
| Molèdes    | Auriac-l'Église                        | Massiac              |
| Charmensac | Molompize                              |                      |

### Hydrographie
Elle est parcourue par la Sianne et par divers petits ruisseaux, dont le ruisseau de l'Église.

### Climat
Pour des articles plus généraux, voir Climat d'Auvergne-Rhône-Alpes et Climat du Cantal.
En 2010, le climat de la commune est de type climat des marges montargnardes, selon une étude du CNRS s'appuyant sur une série de données couvrant la période 1971-2000. En 2020, Météo-France publie une typologie des climats de la France métropolitaine dans laquelle la commune est exposée à un climat de montagne ou de marges de montagne et est dans la région climatique Nord-est du Massif Central, caractérisée par une pluviométrie annuelle de 800 à 1 200 mm, bien répartie dans l’année.
Pour la période 1971-2000, la température annuelle moyenne est de 8,9 °C, avec une amplitude thermique annuelle de 16,1 °C. Le cumul annuel moyen de précipitations est de 729 mm, avec 8,8 jours de précipitations en janvier et 6,3 jours en juillet. Pour la période 1991-2020, la température moyenne annuelle observée sur la station météorologique de Météo-France la plus proche, sur la commune de Massiac à 6 km à vol d'oiseau, est de 11,1 °C et le cumul annuel moyen de précipitations est de 633,4 mm,. Pour l'avenir, les paramètres climatiques de la commune estimés pour 2050 selon différents scénarios d'émission de gaz à effet de serre sont consultables sur un site dédié publié par Météo-France en novembre 2022.

## Urbanisme

### Typologie
Au 1er janvier 2024, Auriac-l'Église est catégorisée commune rurale à habitat très dispersé, selon la nouvelle grille communale de densité à 7 niveaux définie par l'Insee en 2022.
Elle est située hors unité urbaine et hors attraction des villes,.

### Occupation des sols
L'occupation des sols de la commune, telle qu'elle ressort de la base de données européenne d’occupation biophysique des sols Corine Land Cover (CLC), est marquée par l'importance des forêts et milieux semi-naturels (58,3 % en 2018), une proportion sensiblement équivalente à celle de 1990 (58,1 %). La répartition détaillée en 2018 est la suivante : 
forêts (47 %), zones agricoles hétérogènes (28,5 %), prairies (13,2 %), milieux à végétation arbustive et/ou herbacée (11,3 %). L'évolution de l’occupation des sols de la commune et de ses infrastructures peut être observée sur les différentes représentations cartographiques du territoire : la carte de Cassini (XVIIIe siècle), la carte d'état-major (1820-1866) et les cartes ou photos aériennes de l'IGN pour la période actuelle (1950 à aujourd'hui).

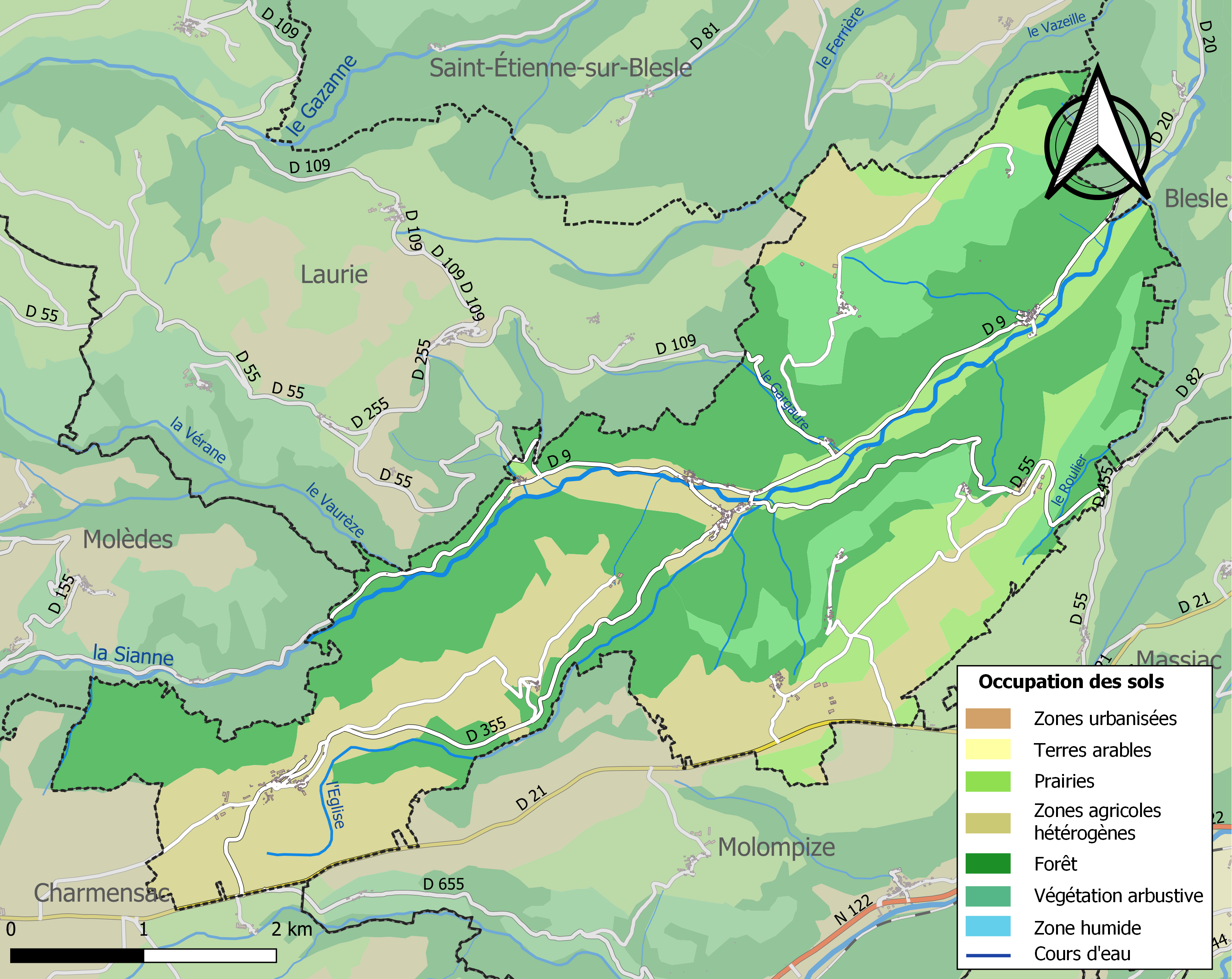
Carte des infrastructures et de l'occupation des sols de la commune en 2018 (CLC).

### Habitat et logement
En 2018, le nombre total de logements dans la commune était de 184, alors qu'il était de 191 en 2013 et de 192 en 2008.
Parmi ces logements, 45,7 % étaient des résidences principales, 40,2 % des résidences secondaires et 14,1 % des logements vacants. Ces logements étaient pour 96,2 % d'entre eux des maisons individuelles et pour 3,8 % des appartements.
Le tableau ci-dessous présente la typologie des logements à Auriac-l'Église en 2018 en comparaison avec celle du Cantal et de la France entière. Une caractéristique marquante du parc de logements est ainsi une proportion de résidences secondaires et logements occasionnels (40,2 %) supérieure à celle du département (20,4 %) et à celle de la France entière (9,7 %). Concernant le statut d'occupation de ces logements, 90,5 % des habitants de la commune sont propriétaires de leur logement (90,4 % en 2013), contre 70,4 % pour le Cantal et 57,5 pour la France entière.
| Typologie                                               | Auriac-l'Église | Cantal | France entière |
| ------------------------------------------------------- | --------------- | ------ | -------------- |
| Résidences principales (en %)                           | 45,7            | 67,7   | 82,1           |
| Résidences secondaires et logements occasionnels (en %) | 40,2            | 20,4   | 9,7            |
| Logements vacants (en %)                                | 14,1            | 11,9   | 8,2            |

## Toponymie
Le nom de la localité est attesté sous la forme Auriacum au XIVe siècle en 1337, Auriat en 1526.
Auriac en occitan.
Auriac est un nom de domaine gallo-romain formé avec le suffixe -ac sur le nom de personne romain Aureus.

## Histoire
Féodalité :  Famille de La Vernede futurs seigneurs d'Aurouse ; Famille de Chavagnac "leader" des protestants
En 1789, l'abbé Glaise a tenu un « livre de compte » sur sa vie de tous les jours dans le village de Chazelles. Un livre écrit par Auguste Trévise et édité en 1920 narre la vie de cet abbé sous la Révolution française.
En 1855, le frère Jean Rives de l’ordre des frères du Saint-Viateur fonde l'école communale.
En 1899, le frère Camille Mizoule, instituteur à Auriac-l'Église, auteur de « La Bretagne à Vol d'oiseau » (1898), lauréat des Muses armoricaines et Vendéennes, publie un livre d'essais poétiques intitulé « Auvergne et Bretagne ».
En 1918, la commune d'Auriac change de nom pour Auriac-l'Église.
En 1962, Alphonse Vinatié (1924-2005), instituteur à l'école publique d'Auriac-l'Église et archéologue, est à l'origine de la découverte d'une des plus vastes nécropoles de France : les tertres funéraires protohistoriques du pays de Laurie.

## Politique et administration

### Découpage territorial
La commune d'Auriac-l'Église est membre de l'intercommunalité Hautes Terres Communauté, un établissement public de coopération intercommunale (EPCI) à fiscalité propre créé le 1er janvier 2017 dont le siège est à Murat. Ce dernier est par ailleurs membre d'autres groupements intercommunaux.
Sur le plan administratif, elle est rattachée à l'arrondissement de Saint-Flour, à la circonscription administrative de l'État du Cantal et à la région Auvergne-Rhône-Alpes.
Sur le plan électoral, elle dépend du canton de Saint-Flour-1 pour l'élection des conseillers départementaux, depuis le redécoupage cantonal de 2014 entré en vigueur en 2015, et de la deuxième circonscription du Cantal  pour les élections législatives, depuis le dernier découpage électoral de 2010.

### Liste des maires
| Période                                  | Période                    | Identité           | Étiquette | Qualité |
| ---------------------------------------- | -------------------------- | ------------------ | --------- | ------- |
| Les données manquantes sont à compléter. |                            |                    |           |         |
| mars 2001                                | avril 2014                 | André Glaize       |           |         |
| avril 2014                               | En cours (au 10 août 2020) | Vivien Batifoulier |           |         |

## Population et société

### Démographie
L'évolution du nombre d'habitants est connue à travers les recensements de la population effectués dans la commune depuis 1793. Pour les communes de moins de 10 000 habitants, une enquête de recensement portant sur toute la population est réalisée tous les cinq ans, les populations de référence des années intermédiaires étant quant à elles estimées par interpolation ou extrapolation. Pour la commune, le premier recensement exhaustif entrant dans le cadre du nouveau dispositif a été réalisé en 2008.

En 2022, la commune comptait 142 habitants, en évolution de −10,13 % par rapport à 2016 (Cantal : −1,08 %, France hors Mayotte : +2,11 %).
| 1793 | 1800 | 1806 | 1821  | 1831  | 1836  | 1841 | 1846 | 1851 |
| ---- | ---- | ---- | ----- | ----- | ----- | ---- | ---- | ---- |
| 894  | 675  | 995  | 1 184 | 1 007 | 1 060 | 889  | 928  | 900  |

| 1856 | 1861 | 1866 | 1872 | 1876 | 1881 | 1886 | 1891 | 1896 |
| ---- | ---- | ---- | ---- | ---- | ---- | ---- | ---- | ---- |
| 848  | 808  | 777  | 730  | 748  | 722  | 769  | 770  | 724  |

| 1901 | 1906 | 1911 | 1921 | 1926 | 1931 | 1936 | 1946 | 1954 |
| ---- | ---- | ---- | ---- | ---- | ---- | ---- | ---- | ---- |
| 712  | 680  | 642  | 537  | 541  | 541  | 570  | 513  | 503  |

| 1962 | 1968 | 1975 | 1982 | 1990 | 1999 | 2006 | 2008 | 2013 |
| ---- | ---- | ---- | ---- | ---- | ---- | ---- | ---- | ---- |
| 436  | 364  | 293  | 251  | 229  | 209  | 204  | 203  | 173  |

| 2018 | 2022 | - | - | - | - | - | - | - |
| ---- | ---- | - | - | - | - | - | - | - |
| 148  | 142  | - | - | - | - | - | - | - |

On peut voir sur le tableau que la population d'Auriac-l'Église a connu son pic en 1821, à l'époque de la Restauration. Elle a constamment diminué depuis, les jeunes générations préférant aller s'installer en ville.

### Vie associative
- Comité d’Animation et de la Culture d’Auriac-l’Église (CAC)

## Culture locale et patrimoine

### Lieux et monuments
- Église Saint-Nicolas d’Auriac. Datant du XIIe siècle, elle est inscrite à l’Inventaire supplémentaire des monuments historiques.
- Croix de la place de l'Église. Elle a été déplacée en 1899.
- Motte castrale de Chavagnac. Berceau de la famille de Chavagnac[réf. nécessaire].
- Terrasses de pierres sèches. Datant du XIXe siècle, elles se situent sur les côtes d'Auriac-l'Église (témoignages d'anciennes cultures viticoles). Elles sont appelées en langue locale pailhas[23].
- Château de Gironde (vestiges des XIVe et XVIIIe siècles).
- Anciennes mines d'antimoine. Galerie du hameau de Riol.
- Maisons anciennes.
- Anciens fours : four du hameau de Chazelles (rasé en 2002) ; four du hameau de Serre.
- Anciens pigeonniers.
- Moulins de Riol et de la Croze. En 1816, naît au moulin de Riol, l'abbé Jean-Baptiste Vigouroux (1816-1898) qui fonda en Nouvelle-Calédonie la première mission catholique en 1851 et signa le 24 août 1853 l’acte de prise de possession par la France de la Nouvelle-Calédonie.
- Pont de type gallo-romain sur la Sianne. Il est construit en 1897 à la Vernède et dessert 7 propriétés.
- Camping de la Sianne. Camping municipal de 30 emplacements situé au bord de la rivière. Taille : 0,76 hectare. 1 étoile.

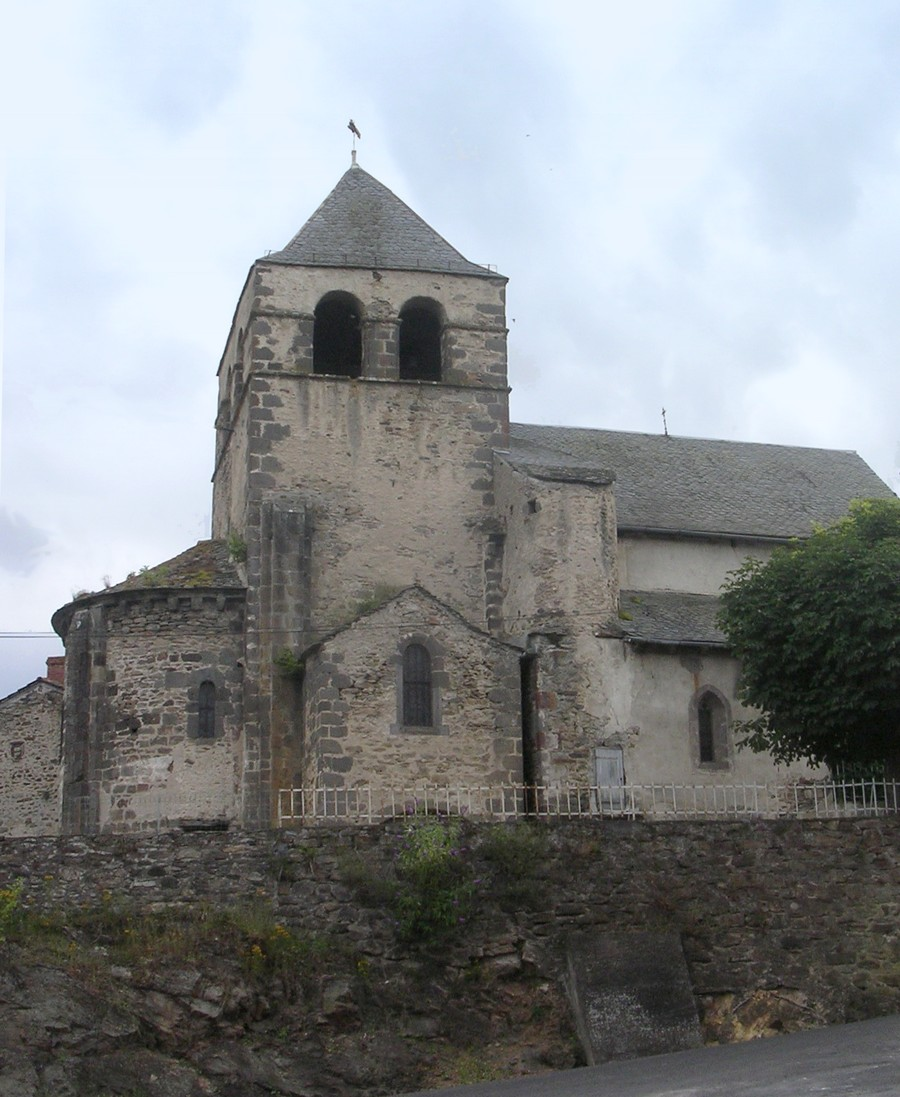
Église Saint-Nicolas.

### Personnalités liées à la commune
- Jean-Baptiste Vigouroux (1816-1898), ordonné prêtre en 1842, il rejoint l'ordre des missionnaires maristes en 1848. Il fonde en la première mission catholique de Nouvelle-Calédonie en 1851 et signe l’acte de prise de possession par la France de la Nouvelle-Calédonie le 24 août 1853 . Auteur des plans du nouveau petit-séminaire de Saint-Flour, il meurt à Saint-Louis (Nouvelle-Calédonie) en 1898[24].
- Alphonse Vinatié (1924-2005), instituteur et archéologue. Précurseur de la méthode Freinet, il enseigne à Chausse de Saint-Poncy, à Auriac-l'Église de 1950 à 1963 et à Massiac. Tout au long de sa vie, il organise de nombreux chantiers de fouilles archéologiques dans le Nord-Cantal. Il est l’auteur de plusieurs ouvrages sur le sujet et de nombreuses notes scientifiques ; ses découvertes enrichissent aujourd’hui les musées d’Aurillac et de Saint-Flour. Une rue de la ville d'Aurillac porte son nom.